# Metrópole de Kiev (1458–1596)
Metrópole de Kiev (em russo:  Киевская митрополия) ou Metrópole de Kiev, Galícia e Toda a Rússia (ainda, metrópole da Rússia Ocidental, metrópole Kievo-lituana (em russo:  Западнору́сская митрополия, Киево-Литовская митрополия)) foi a metrópole ortodoxa do Patriarcado de Constantinopla no território do Grão-Ducado da Lituânia e da Comunidade Polaco-Lituana. A sé episcopal ficava inicialmente na cidade de Navahrudak, que hoje está localizada na Bielorrússia, mais tarde, mudou-se para Vilnius, na Lituânia. Existiu até 1596, quando aceitou a União de Brest.

## História

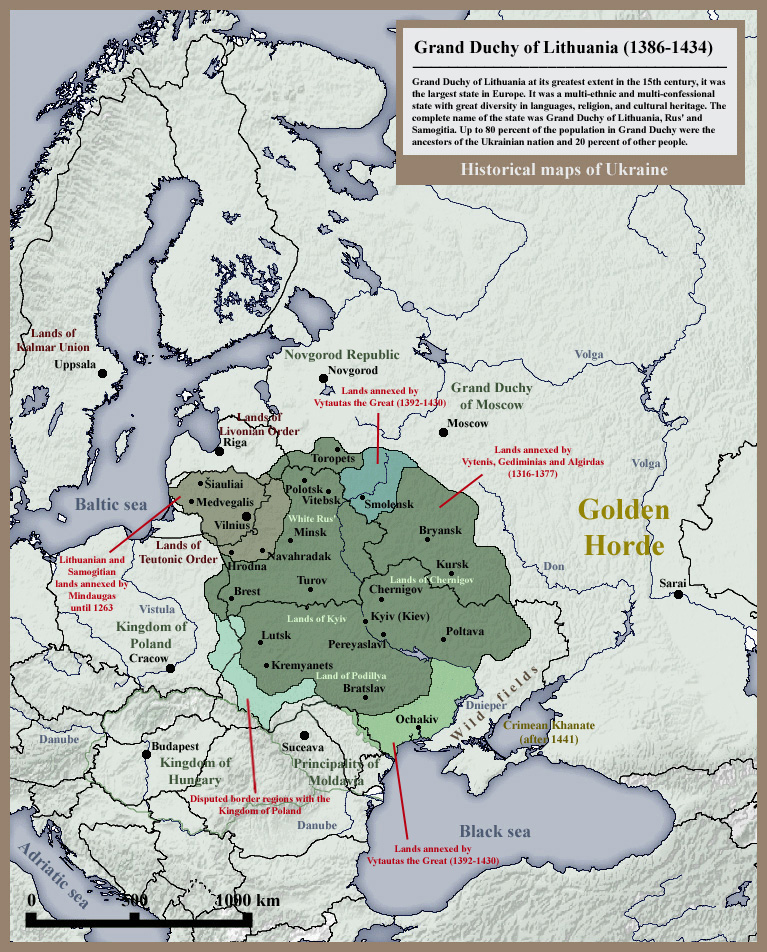
Grão-Ducado da Lituânia em 1434

Em 1433, após a morte de Fócio, metropolita de Kiev e de Toda a Rússia, o príncipe de Moscou decidiu nomear Jonas, bispo de Riazã, como metropolita. Mas, tendo chegado a Constantinopla, Jonas não recebeu a aprovação do patriarca e foi o protegido do grão-duque da Lituânia, Švitrigaila, o bispo Gerasimo, bispo de Esmolensco, que foi nomeado metropolita. Em 1436, o patriarca ordenou o metropolita Isidoro, um defensor da união das Igrejas Ortodoxa e Católica, à cátedra de Kiev. No entanto, nem Jonas nem o príncipe de Moscou aceitaram tal decisão e foram hostis a Isidoro. Quando, depois da União de Florença, ele chegou a Moscou como Cardeal da Rússia, em 1441, foi preso como herege, após ser acusado de apostasia, mas depois conseguiu escapar. O príncipe de Moscou pediu a Constantinopla que desse à Rússia uma nova metrópole, mas o patriarca se recusou a fazê-lo.
Em 1448 um Sínodo episcopal da Rússia Oriental nomeou, por ordem do grão-duque de Moscou, o bispo Jonas como metropolita de Kiev, sem a aprovação do patriarca Gregório III de Constantinopla. Durante seu governo a Igreja da Rússia tornou-se autocéfala de fato e título foi alterado para "Moscou e Toda a Rússia". Porém, os ortodoxos nos territórios do Grão-Ducado de Lituânia permaneceram sob a jurisdição da Igreja Ortodoxa de Constantinopla.
Em 1458, o patriarca Isidoro II de Constantinopla reorganizou as dioceses ortodoxas (eparquias) dentro do território do Grão-Ducado da Lituânia, incluindo Kiev, em uma nova sé e seus primazes receberam um novo título: Metropolita de Kiev, Galícia e Toda a Rússia. A sede da sé episcopal estava localizada em Vilnius.
Em 1595, a metrópole de Kiev, como sede em Vilnius, assina a União de Brest com a Igreja Católica Romana, estabelecendo assim uma Igreja uniata.

## Lista dos metropolitas de Kiev de 1458 a 1596
- Vago (1458 - 1475)
  - Gregório, o Búlgaro (1458–1475) - Consagrado pelo Patriarca Gregório III de Constantinopla, que havia aceitado a União de Florença, já deposto e nomeado pelos Papa Pio II - Uniata.
- Vago (1475 - 1479)
  - Misael Pestruche (1475–1480) - Aceito por Casimiro IV, depois que ele concordou em aderir à União de Florença. Foi nomeado pelo Papa Sisto IV mas não reconhecido pelo Patriarcado de Constantinopla - Uniata.

- Esperidião Sava (c.1479–1481) - Consagrado como metropolita de Kiev pelo patriarca Rafael I de Constantinopla, mas rejeitado por Casimiro IV.
- Simeão (1481–1488) - Primeiro metropolita ortodoxo aceito desde 1458.[3]
- Jonas Glezna (1492–1494)
- Macário (1495–1497)
  - José Bolgarinoviche (1498–1500) - Administrador temporário
- José Bolgarinoviche (1500–1503)
- Jonas (1503–1507)
  - José Soltan (1507–1509) - Administrador temporário
- José Soltan (1509–1521)
- José Rusin  (1522–1534)
  - Macário, o Moscovita (1534–1535) - Administrador temporário
- Macário, o Moscovita (1535–1556)
- Silvestre Belqueviche (1556–1567)
- Jonas Protaseviche (1568–1576)
- Elias Kucha (1577–1579)
- Onesíforo Devochka (1583–1589)
- Miguel Rogoza (1589–1596) - Aceitou a União de Brest.